# Eurycletodes verisimilis
Eurycletodes verisimilis är en kräftdjursart som beskrevs av Willey 1935. Eurycletodes verisimilis ingår i släktet Eurycletodes och familjen Argestidae. Inga underarter finns listade i Catalogue of Life.